# Soldado de bronce de Tallin

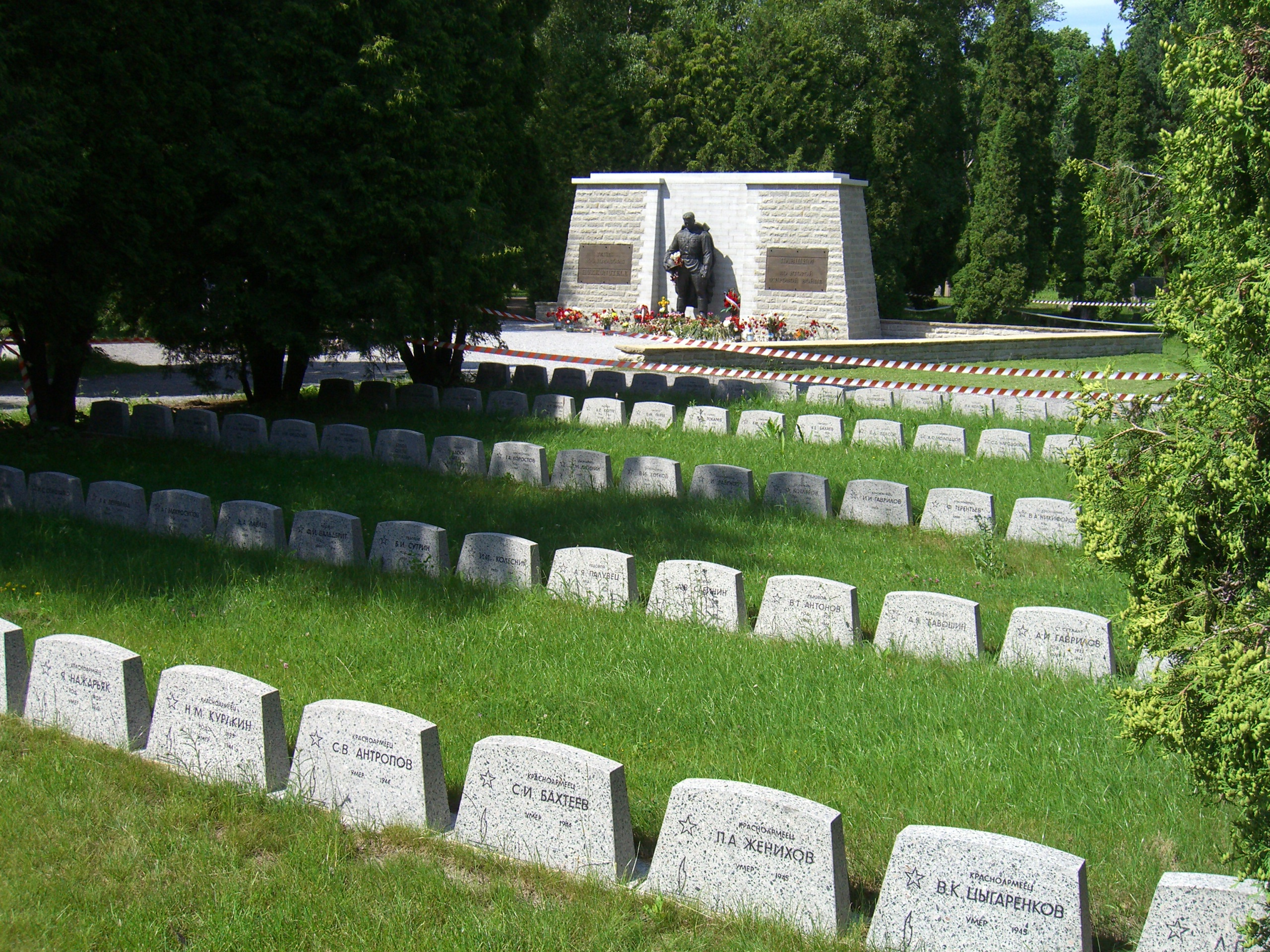
Soldado de bronce de Tallin, con la estructura de piedra reconstruida, en su nueva ubicación permanente, junio de 2007

El Soldado de Bronce (estonio: Pronkssõdur; los rusos lo llaman cariñosamente Alyosha), originalmente llamado Monumento a los Libertadores de Tallin (estonio: Tallinna vabastajate monument, ruso: Монумент освободителям Таллина) y algunas veces llamado como Monumento de Tõnismäe, es un monumento soviético de la Segunda Guerra Mundial situado en el centro de Tallin, Estonia, inaugurado el 22 de septiembre de 1947.
El monumento consiste en una estructura en forma de mastaba de piedra dolomía y una estatua de bronce de 1,83 metros de un soldado soviético de uniforme. Fue situado en Tõnismägi (literalmente: La "colina de San Antonio") próximo a una pequeña tumba colectiva de 1945 que guardaba los restos de soldados del ejército rojo.
En abril de 2007, el Gobierno de Estonia trasladó el Soldado de bronce y los restos de los soldados soviéticos después de exhumarlos e identificarlos, al cementerio militar de la Fuerzas de Defensa Estonias en Tallin.
Diferentes interpretaciones de la historia entre Estonia y la Federación Rusa causaron controversia. El desacuerdo sobre la conveniencia de este traslado condujo a masivas protestas durante dos noches en los peores disturbios que ha conocido Estonia y acoso a la Embajada de Estonia en Moscú por una semana.
La estatua tiene un valor simbólico significativo para rusos y estonios. Para los estonios el Soldado de bronce es un símbolo de la ocupación soviética de 1940 - 1991 y de la brutal represión de la era soviética que la acompañó. Para los rusos y la comunidad de estonios descendientes de inmigrantes rusos venidos tras la Segunda Guerra Mundial; simboliza la victoria soviética sobre el nazismo, y también sus derechos reclamados en Estonia.

## El Monumento
El Soldado de Bronce fue precedido por una pirámide de madera de un metro de altura con una estrella roja pintada, que fue destruida con explosivos el 18 de mayo de 1946 por dos muchachas estonias, Aili Jürgenson de 14 años y Ageeda Paavel de 15 años, que lo hicieron «en venganza por las atrocidades soviéticas», según sus palabras. Ambas fueron arrestadas por el NKVD, acusadas de terrorismo y utilización de explosivos, y enviadas al Gulag (trabajos forzados) durante ocho años.
El Soldado de bronce con su figura de un soldado con un fondo de roca, fue creado en 1947 por el escultor estonio Enn Roos y supervisado por el arquitecto Arnold Alas.
Fue develado el 22 de septiembre de 1947 bajo el tercer aniversario de la entrada del Ejército Rojo en Tallin en 1944. El 19 de mayo de 2007, el Stuttgarter Zeitung, citando el periódico finlandés Helsingin Sanomat, afirma que el escultor Enn Roos empleó al deportista estonio Kristjan Palusalu como modelo. El hecho ha sido confirmado por la hija de Palusalu, Helle, a pesar de que el fallecido Roos negó la posibilidad en 1990. Palusalu, luchador estonio que participó por su país en los Juegos Olímpicos de 1936 en Berlín y consiguió dos medallas de oro, era considerado un héroe nacional y, en 1940, tras la entrada de las tropas soviéticas en Estonia, fue deportado a Siberia. Tras un intento de huida, fue llevado al frente finlandés donde desertó. Tras la ocupación nazi de Estonia volvió a su país, siendo detenido de nuevo por tropas soviéticas en 1944, pero liberado en 1946. En 1944 el comité soviético que había encargado un monumento a los caídos en la Guerra reconoció inmediatamente a Palusalu y exigió que se cambiasen los rasgos de la cara para que no fuese posible reconocerlo.
Oficialmente creado para homenajear a los soldados soviéticos caídos en la Segunda Guerra Mundial, en 1964 se le agregó la llama eterna. Al recuperar Estonia su independencia en 1991, el tema de la liberación soviética fue cambiado por el de "A los caídos en la Segunda Guerra Mundial" y la llama eterna fue eliminada.

## Las tumbas
El 25 de septiembre de 1944 los restos de dos soldados soviéticos fueron enterrados en el centro de la loma Tõnismägi. Restos adicionales fueron enterrados allí en abril de 1945. Tras este entierro de soldados soviéticos en la plaza de Tõnismägi, la plaza fue renombrada como "Plaza de los Libertadores" el 12 de junio de 1945, al que dos años más tarde se le agregó el Soldado de bronce.
La cantidad exacta de soldados enterrados y su identificación no había sido establecida antes de las excavaciones de 2007. El Ministerio de Asuntos Exteriores de Estonia ordenó en 2006 una comprehensiva investigación histórica. De acuerdo con los documentos oficiales del Comisariado Militar del distrito Militar del Báltico allí se encontraban enterrados 13 militares. Sin embargo, el Ministerio de Defensa de Estonia declaró que en las excavaciones del 2 de mayo de 2007 para trasladar los restos, allí fueron encontrados sólo los restos de 12 personas.
La Embajada de Rusia pidió realizar exámenes de ADN de los restos para identificarlos, que revelaron la presencia de 11 hombres y una mujer. Todos los perfiles de ADN fueron entregados a la Embajada de Rusia en Tallin.

## Contexto

### La ocupación de Estonia y la era soviética
La URSS ocupó Estonia en 1940.
 Estonia había obtenido la independencia de Rusia en 1918. Pero en vísperas de la Segunda Guerra Mundial el 23 de agosto de 1939, la Alemania nazi y la Unión Soviética firman el Pacto Ribbentrop-Mólotov, por el cual estos países se dividieron la Europa Oriental en "esferas de intereses". Por este pacto Estonia fue sometida a la zona de influencia soviética. El 24 de septiembre de 1939 bombarderos soviéticos comienzan vuelos amenazantes sobre Tallin y los buques de la Flota del Báltico aparecen ante los puertos estonios. Estonia se vio obligada por la URSS a aceptar un tratado de asistencia mutua que incluía la instalación de bases navales soviéticas y 25.000 soldados en territorio estonio para la "defensa mutua".
Con las tropas soviéticas ya dentro de Estonia, el gobierno soviético puede aumentar sus presiones. El 12 de junio de 1940 la Flota del Báltico soviética comienza el bloqueo total de Estonia. y
El 14 de junio de 1940 mientras la atención mundial estaba dirigida hacia la ocupación nazi de París por la Alemania nazi, y el bloqueo soviético a Estonia se reforzaba. Dos aviones soviéticos derriban el avión finlandés "Kaleva" en vuelo de Tallin a Helsinki, que llevaba valijas diplomáticas estadounidenses de Tallin, Riga y Helsinki.
El 16 de junio de 1940, las tropas de la Unión Soviética invaden Estonia con 90,000 hombres mientras que las tropas soviéticas estacionadas en Estonia salen de sus bases el 17 de junio.
El 17 de junio de 1940 el gobierno estonio decide no resistir para evitar el derramamiento de sangre. La ocupación militar soviética se hace completa el 21 de junio de 1940.
Stalin depuso al gobierno de Tallin y lo sustituyó por miembros del Partido Comunista (PC) local. Para darle legitimidad, en medio de la ocupación soviética fueron realizadas "elecciones" controladas, y el PC asumió el poder. En un procedimiento semejante al aplicado en Letonia y Lituania, el nuevo gobierno adoptó el nombre de "República Socialista Soviética de Estonia", que fue anexionada por la URSS en agosto de 1940. Todo el que estuvo en contra de la anexión, o que no tuvo en el pasaporte la marca de su voto, fueron fusilados por los tribunales soviéticos.
Las autoridades soviéticas desde 1940 a 1941 mataron o deportaron en masa a los líderes políticos e intelectuales del país a regiones remotas de la URSS. Las acciones represivas también fueron dirigidas contra el pueblo, en total más de 60 mil estonios fueron deportados.
Al comenzar Alemania nazi la Operación Barbarroja contra la URSS, 34,000 jóvenes estonios fueron reclutados a la fuerza por el Ejército Rojo. Menos del 30% de ellos sobrevivieron la guerra. Los prisioneros políticos estonios fueron ejecutados por el NKVD.
Muchos países como los Estados Unidos no reconocieron la anexión de Estonia por la URSS y los dilomáticos estonios continuaron su trabajo en el exterior.
Tras la ocupación de Estonia por la Alemania Nazi (1941-1944), las fuerzas soviéticas reconquistan Estonia en 1940, y Estonia queda como parte de la URSS hasta 1991. Las autoridades soviéticas al recuperar el control de Estonia, desatan de nuevo el régimen del terror. Muchos estonios comienzan un movimiento de resistencia a la ocupación soviética, que duró de 1944 hasta 1953, cuando fue aplastado por las fuerzas de ocupación.

### Cementerios estonios destruidos por la URSS
Durante la ocupación soviética los monumentos y cementerios estonios eran destruidos sistemáticamente, como los del cementerio militar de Tallin (a donde el Soldado de bronce fue trasladado en el 2007). La mayoría de las lápidas estonias de 1918-1944 fueron destruidas por las autoridades soviéticas, y sus tumbas fueron reutilizadas por el Ejército Rojo.
Ejemplos de otros cementerios destruidos en la era soviética fueron el cementerio de Alemanes Bálticos establecido en 1774, el cementerio Kopli, el cementerio Mõigu y el más antiguo cementerio de Tallin (del siglo XXVI), el cementerio Kalamaja.

### Ilegalidad de la ocupación soviética
De acuerdo con la Corte Europea de Derechos Humanos, EE. UU. Estonia fue ocupada por la Unión Soviética hasta la restauración de su independencia en 1991, y los 48 años de ocupación soviética y la anexión no fueron nunca reconocidos como legales por las democracias Occidentales.
La Corte Europea de Derechos Humanos considera que el gobierno legítimo de Estonia fue derrocado a la fuerza en 1940 y al país le fueron impuestos las leyes soviéticas. El régimen totalitario comunista soviético realizó acciones masivas y sistemáticas contra la población estonia.
En las "electiones" soviéticas sólo se permitía un candidato a votar, que siempre era el representante del poder soviético. Como reportó el Time Magazine en 1940, los estonios que no podían demostrar el sello en su pasaporte que demostraba su participación en las "elecciones" soviéticas, lo pagaban con un tiro en la nuca.
Durante la Perestroika en 1989 la URSS condenó el Pacto Ribbentrop-Mólotov de 1939 firmado entre ella y la Alemania nazi, que abió las puertas a la ocupación de Estonia. El colapso de la URSS trajo la restauración de la independencia de Estonia.
Sin embargo, la posición de Rusia actual es no reconocer que invadió y anexionó ilegalmente Estonia en 1940, alegando que como formalmente no hubo declaración de guerra entre las partes, no hubo entonces "ocupación". Los medios oficiales soviéticos y los rusos de hoy califican a los separatistas estonios de 1944-1953 como "fascistas" o "bandidos". La posición rusa no es reconocida internacionalmente.[cita requerida]
Como muchos comentadores señalan, la insistencia de la Rusia actual en reavivar la interpretación soviética de la historia es una señal de su intentos de recuperar el control sobre los países vecinos exmiembros de la URSS.

### Población rusa de Estonia
Para controlar a la población estona y disminuir su resistencia a la ocupación, el gobierno de la URSS cambió artificialmente la composición étnica del país. Las deportaciones en masa de estonios hacia Siberia y el aniquilamiento físico de decenas de miles de estonios, eran conjugadas con el asentamiento en masa en Estonia de rusos provenientes de otras repúblicas. Así la composición de estonios en Estonia disminuyó artificialmente del 88% en 1934, al 62% en 1989.
Al recuperar Estonia su independencia en 1991, su gobierno intentó frenar este proceso con estrictas medidas de asimilación, limitando a los ciudadanos de Rusia obtener la ciudadanía estona, y exigiendo la integración a la sociedad estona de los rusos étnicos. Los esfuerzos de asimilación de la población rusa giran en torno a dos problemas: la ciudadanía y el lenguaje. Estos esfuerzos son obstaculizados por las inflamatorias acusaciones rusas a Estonia sobre supuestas violaciones de derechos humanos y acusaciones de "fascismo", efectuadas tanto por líderes religiosos, como por asociaciones, prensa y gobierno.

## Preparación legislativa del traslado
El 10 de enero de 2007 el Riigikogu aprueba el Acta de Protección de Tumbas de Guerra con 66 votos a favor y 6 en contra.
El preámbulo del acta dice:

En práctica y conocimiento de la obligación de la República de Estonia de garantizar la protección, respeto y dignificación de los restos de personas que murieron por acciones de guerra en territorio de Estonia, encuentra que el enterramiento de personas que murieron en actos de guerra en lugares inadecuados está en discordancia con la cultura europea y la tradición de homenajear la memoria de los restos de los muertos, basándose en el Artículo 34 del Protocolo Adicional de las Convenciones de Ginebra del 12 de agosto de 1949, y relativo a la protección de víctimas de conflictos armados internacionales (protocolo 1) adoptado el 8 de junio de 1977, de acuerdo con el cual el Estado estonio está obligado a garantizar el respeto de los restos y tumbas de personas que murieron en actos de guerra en el territorio de Estonia, y de acuerdo con lo cual el Estado estonio está titulado para reenterrar los restos en la base del interés público, el Riigikogu aprueba esta acta.
Protection of War Graves Act

El 15 de febrero de 2007 el Riigikogu aprueba la Ley de Construcciones Prohibidas por 46 votos contra 44. Esto debía prohibir los monumentos que glorificaban a la Unión Soviética o los casi 50 años de bolchevismo en Estonia.

## El traslado
En medio de la controversia política, en abril de 2007, el gobierno estonio comenzó las preparaciones para la posible retirada y relocalización de la estatua, de acuerdo con el mandato político recibido en las elecciones de marzo del 2007. Aunque esta intención ya había sido hecha pública en el invierno pasado, no se adelantó la fecha en que esto iba a ocurrir.
Desacuerdos sobre lo inapropiado de la acción produjo protestas masivas de la población rusa, acompañados de saqueos, durante dos noches, en los peores disturbios de la historia de Estonia.
Tras estos disturbios, a primera hora de la mañana del 27 de abril el gobierno estonio decidía en reunión de urgencia acelerar el traslado inmediatamente, alegando motivos de seguridad. Por la tarde del día siguiente la estructura de piedra anexa había sido desmantelada.
Una ceremonia religiosa ecumenical (rezo por los caídos) fue realizada antes de comenzar la exhumación, por dos capellanes, uno luterano y otro ortodoxo. El Embajador ruso había sido invitado, pero declinó aceptar la invitación.
En la tarde del 30 de abril la controvertida estatua sin su respaldo de piedra había sido colocada en el cementerio militar de la Fuerzas de Defensa Estonias en Tallin.
  El 8 de mayo se planeaba llevar a cabo una ceremonia de reapertura del monumento, Día de la Victoria en Europa (VE-Day) (los veteranos del ejército rojo celebrarán el día de la victoria un día después, el 9 de mayo). La reconstrucción de la mastaba y el reentierro de los restos de las víctimas de la guerra encontradas en la tumba colectiva se terminó en junio de 2007.
Los familiares reclamaron los restos de cuatro de los muertos identificados. Los restantes ocho restos que no fueron reclamados se enterraron en el cementerio militar al lado del monumento trasladado, el 3 de julio de 2007.

## Disturbios y violencia

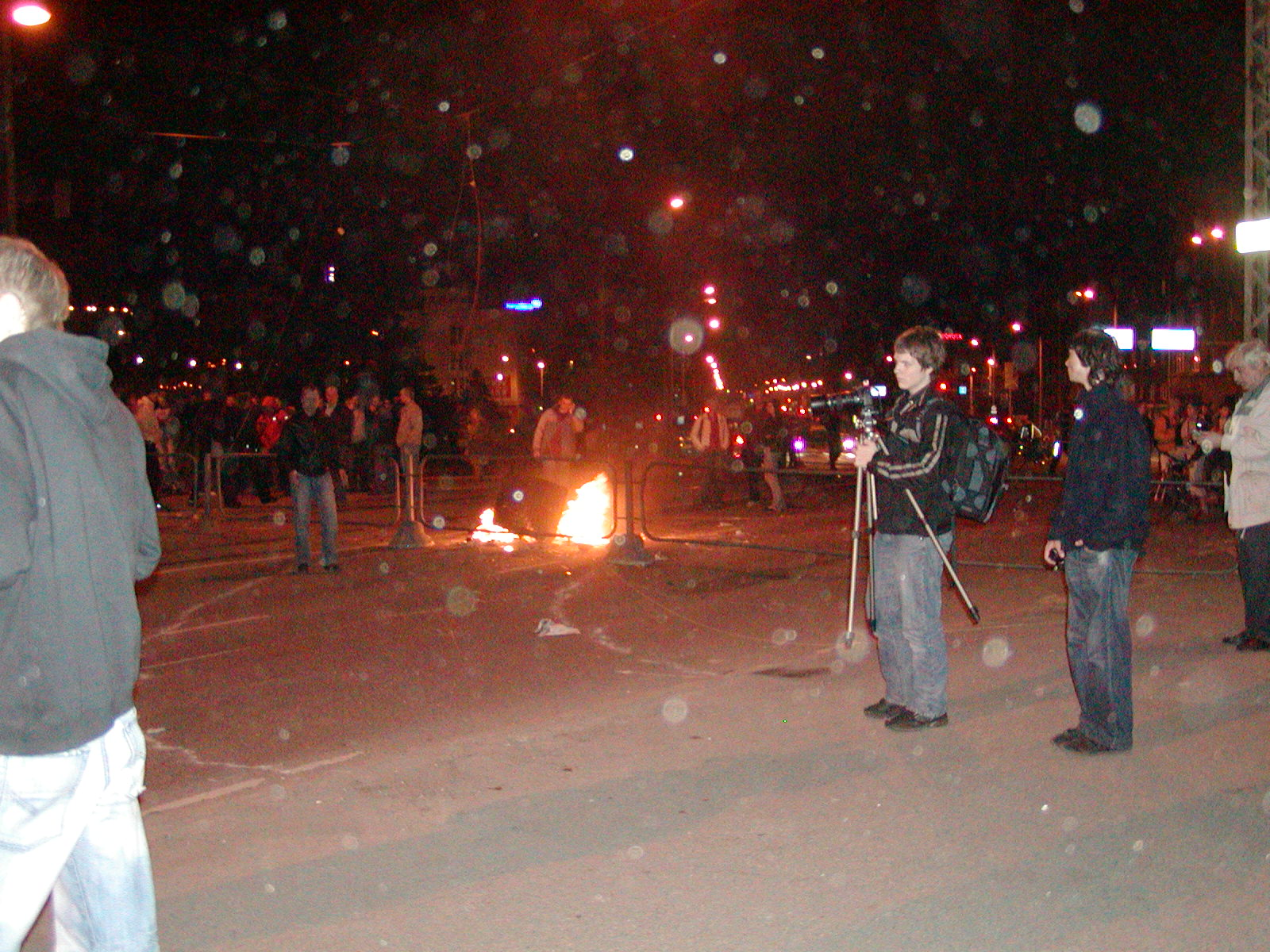
Protestas en Tallin contra el cordón policial cerca del monumento.

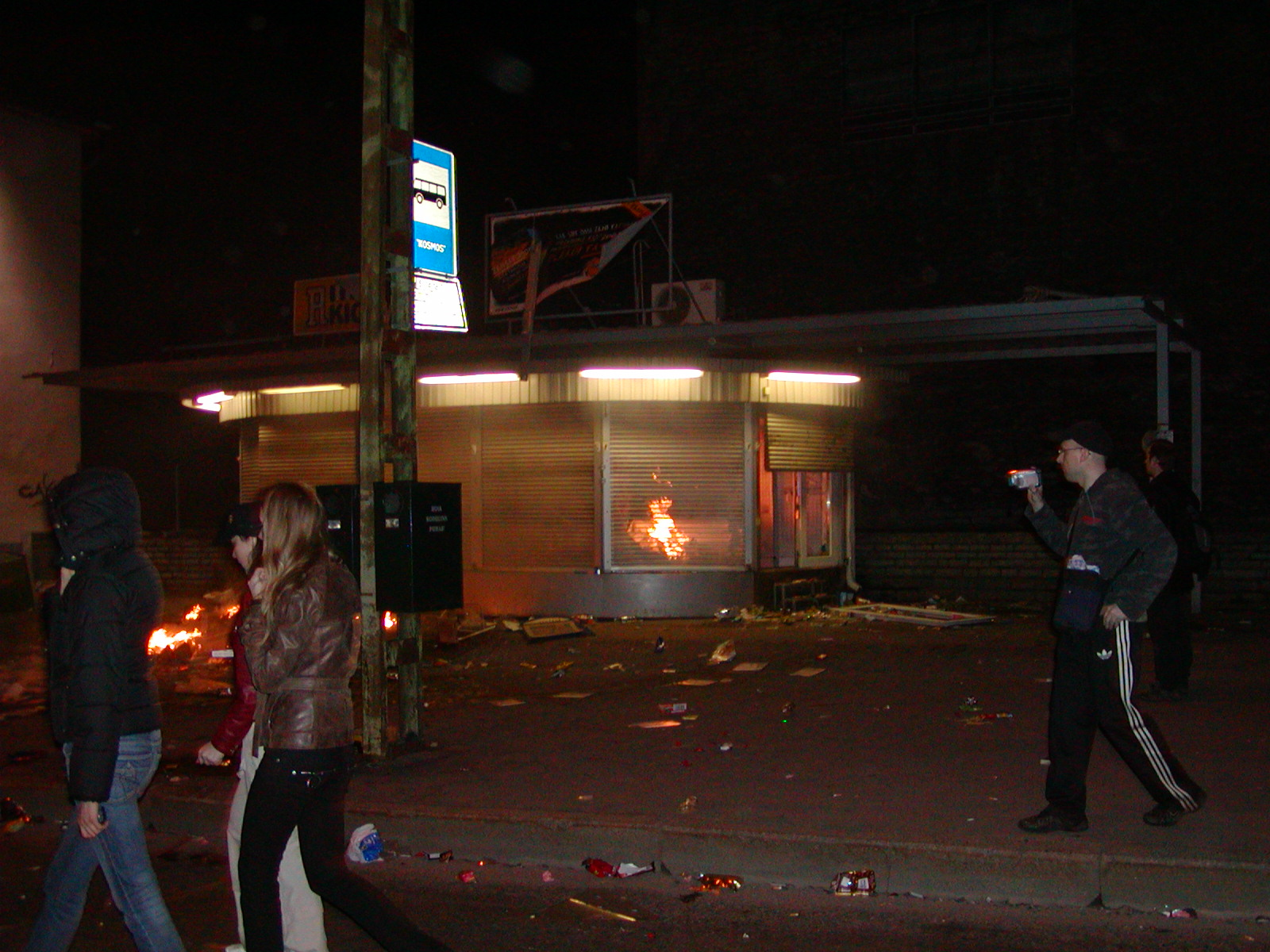
Quiosco incendiado.

Los disturbios comenzaron el 26 de abril por la noche, cuando los manifestantes comenzaron a atacar a la policía, la cual comenzó a utilizar entonces gases lacrimógenos. La multitud no se dispersó y comenzó actos de vandalismo, saqueos y extensas destrucciones a la propiedad. Fueron registrados 99 casos de vandalismo, incluyendo la destrucción de autos. 300 personas fueron arrestadas, 57 resultaron heridas, incluyendo 14 policías. El ciudadano ruso Dmitry Ganin murió en el hospital de las heridas. Según la policía, Ganin fue herido por los propios vándalos, y en sus bolsillos se encontraron objetos robados de los saqueos.
Los disturbios continuaron por segundo día consecutivo el 27 de abril. Los manifestantes usaron cocteles molotov, la policía usó gases lacrimógenos y balas de goma. Las fuentes estonas atribuyeron los disturbios a rusos étnicos embriagados. Unas 1000 personas fueron arrestadas estos dos días, y 156 resultaron heridas.
Los días 28, 29 y 30 de abril se produjeron incidentes de menor intensidad. La policía fue auxiliada por 700 voluntarios de la población.

## Situación en la Embajada de Estonia en Moscú
En los días siguientes al traslado, la Embajada de Estonia en Moscú fue asediada por manifestantes rusos, incluyendo la organización radical juvenil pro-Kremlin Nashi.
El 30 de abril el ministro de exteriores estonio Paet declaró que la situación era peor, el edificio había sido bloqueado completamente. Estonia envió una nota de protesta al gobierno de Rusia, por la reacia disposición de Rusia de defender la embajada y sus diplomáticos, lo cual viola las leyes diplomáticas internacionales, especialmente la Convención de Viena sobre las Relaciones Diplomáticas). El Ministerio de exteriores de estonia declaró que la vida y salud de sus diplomáticos en Moscú estaban amenazadas directamente.
El Presidente de Estonia Toomas Hendrik Ilves expresó su asombro de que Rusia no tomara las medidas necesarias para defender la Embajada, a pesar de las promesas de su ministro de exteriores Lavrov. Ilves declaró que la ostensible impotencia mostrada por los servicios de mantenimiento del orden público rusos (como el Omon) para defender la Embajada, es sorprendente, especialmente tras mostrar esas fuerzas su rapidez y contundencia cuando se trata de dispersar fuerzas de la oposición al Kremlin. Este mismo día (30 de abril) los manifestantes anunciaban la próxima demolición de la Embajada de Estonia si su gobierno no accedía a dejar el Soldado de bronce en el antiguo lugar.
El 2 de mayo los manifestantes atacaron a la embajadora de Estonia Marina Kaljurand, a pesar de su inmunidad diplomática. El auto del embajador de Suecia también fue atacado. Las familias de los diplomáticos fueron evacuadas.
El 1 de mayo Estonia apeló a la reacción de la Unión Europea. Su ministro de exteriores declaró "Nosotros consideramos que es necesario que la Unión Europea reaccione sobre la conducta de Rusia". La Comisión Europea declaró: "Compartimos la preocupación sobre el incremento de la violencia el torno a la Embajada de Estonia en Moscú, y advertimos firmemente a las autoridades rusas a que cumplan sus obligaciones de la Convención de Viena para las relaciones diplomáticas". El 3 de mayo el bloqueo a la Embajada de Estonia repentinamente terminó.

## Los representantes rusos boicotean el entierro
Este reentierro se realizó con todos los honores militares en presencia del ministro de Defensa de Estonia y otras figuras oficiales, representantes diplomáticos de varios países y la prensa internacional. Los habitantes rusoparlantes de Estonia y los representantes oficiales de Rusia, que habían protestado contra el traslado, boicotearon la ceremonia y no se presentaron al homenaje a sus propios muertos, lo que hace dudar sobre el objetivo real de las protestas rusas. El agregado militar de la Embajada de Rusia Aleksandr Trojan, observó la ceremonia desde la multitud. El embajador de Rusia en Estonia Nikolay Uspensky, declinó la invitación a asistir declarando que Rusia estaba en gran con desacuerdo "desmontar un monumento, exhumar los restos y revisar la historia bajo la coyuntura política". Sin embargo, él acudió a una ceremonia de la Iglesia Ortodoxa Rusa However del Patriarcado de Moscú tres horas después del entierro.

## Propaganda pro-disturbios
Durante los disturbios Rusia hizo un esfuerzo propagandístico, confundiendo sobre el monumento y su traslado, e incitando a la población rusa. Antes de los disturbios se hizo correr entre la población rusoparlante el rumor de que el monumento ya había sido demolido a escondidas, y de que los restos de los soldados bajo él habían sido destruidos.  Estos rumores fueron apoyados por fotos trucadas mostrando al monumento destruido arriba de las piernas.  Los rumores fueron extendidos por los medios rusos como RIA Novosti, y atribuidos falsamente al "servicio de prensa del gobierno estonio"
Tras la primera noche de disturbios la dirección de la propaganda cambió, dirigida ahora a justificar los disturbios, declarando que éstos eran manifestantes pacíficos, y de que los vándalos arrestados eran en realidad disidentes políticos, realizando una serie de acusaciones al gobierno de Estonia.
El líder del Partido Constitucional Andrei Zarenkov declaró que los huesos ya habían sido destruidos y de que el monumento ya había sido cortado en pedazos y botado. Declaró que ya jamás podría ser restaurado. Al día siguiente esta misma persona declaró que 350 oficiales de la policía estona de procedencia rusa dimitieron en protesta por la dispersión de los manifestantes. La policía estona refutó tal afirmación como mentira.
Los centros cibernéticos de Estonia sufrieron ataques de hackers. El Centro Estatal de Desarrollo de Infosistemas evaluó estos ataques como un intento de paralizar los servidores estatales de Estonia, motivados en parte para intentar detener el flujo de información sobre los acontecimientos en Estonia hacia otros países.
Varios vídeo-clips aparecieron en YouTube bajo el nombre de 'eSStonia', ostensiblemente para confirmar la supuesta brutalidad de la policía estona. Según el periódico estonio Eesti Päevaleht, muchos de ellos habían sido modificados para continuar incitando a las protestas. Por ejemplo, el clip llamado "eSStonia - auto de la policía aplasta a multitud de peatones", no muestra tal hecho.
Los medios rusos reportaban estos rumores como hechos consumados. Esto causaba más confusión en la población rusoparlante, e influyó en la situación alrededor de la Embajada de Estonia.

## Epílogo
El 24 de abril de 2007, explicando la necesidad de una investigación minuciosa de los enterramientos, el primer ministro de Estonia Andrus Ansip declaró que los restos bajo el Soldado de bronce podían ser restos de saqueadores ejecutados o de soldados borrachos del ejército rojo que habían tenido un accidente a bordo de un tanque soviético. la prensa sensacionalista rusa lo acusó de insultar a los veteranos rusos
El periodista estonio Paavo Kangur denunció que la confrontación fue provocada intencionadamente para exacerbar a los extremistas de la "Union Pro Patria y Res Publica" y simpatizantes nazis estonios, manipulados por el servicio secreto ruso FSB.
El Kavkazcenter especuló con que el conflicto podía ser un intento de Rusia de organizar terroristas en Estonia con apoyo de los servicios secretos rusos FSB (antiguo KGB).
Como para confirmarlo, el 28 de abril un grupo autollamado Ejército de Resistencia Rusa Kolyvan comenzó a circular por la internet rusoparlante. Incitaron a "a todos los rusos que viven en Estonia" a levantarse en armas. Demandaban que si al 3 de mayo no se le daba cuidadanía estonia a todos los residentes en Estonia, comenzarían un movimiento de "resistencia armada" el 9 de mayo.
218 de los 300 vándalos arrestados durante los eventos del 26 al 28 de abril, ya anteriormente tenían expedientes criminales. Entre ellos 91 por robo, 45 por delitos de drogas, 18 por asaltos.
La idea del traslado fue apoyada por la mayoría de la población estonia. Según sondeos en línea del diario Postimees del 25 de abril, cuando los preparativos de traslado comenzaron, el 85,12% de sus lectores apoyaron el traslado, mientras que sólo el 12,98% se oponía y el resto no se había definido.
La Unión de los pueblos de Estonia (Eestimaa Rahvuste Ühendus), una asociación de minorías étnicas que viven en Estonia, publicó una declaración condenando el vandalismo y los robos.